# John Mogg
 (janvier 2021).
Pour les articles homonymes, voir Mogg.
John Frederick Mogg (né le 5 octobre 1943) est un ancien président de l'Ofgem et ancien président des régulateurs de l'énergie de l'Union Européenne.

## Biographie
Mogg passe la moitié de sa carrière dans la fonction publique, dans l'industrie et les questions européennes. Il travaille également à la Commission européenne, devenant directeur général chargé du marché intérieur et des services financiers. Mogg est aussi président du conseil des gouverneurs du Brighton College .
Il est nommé Chevalier Commandeur de l'Ordre de St Michael et St George (KCMG) en 2003.
Il est créé pair à vie le 18 avril 2008,  prenant le titre de baron Mogg, de Queen's Park dans le comté du Sussex de l'Est. Le 14 janvier 2019, il prend sa retraite de la Chambre des lords .